# MCmicrocomputer
MCmicrocomputer, per brevità MC, è stata una delle riviste storiche di informatica in Italia. Diretta prima da Paolo Nuti e poi da Marco Marinacci, fu edita da Technimedia (Roma) dal 1981 al 1999 e da Pluricom (Roma) dal 1999 al 2001.

## Storia
Nacque, contemporaneamente alla rivista "sorella" AudioReview, da una cerchia di collaboratori del Gruppo Editoriale Suono (Roma) come proseguimento dell'esperienza fatta nella testata Micro & Personal Computer, fondata da Paolo Nuti due anni prima. Il primo numero di MC fu pubblicato nel settembre del 1981.
Nel settembre 1986 venne attivato MC-Link, un servizio telematico di BBS e altre funzionalità, estensione interattiva della rivista, al quale si poteva accedere via modem. In seguito è evoluto in un Internet service provider e in una società autonoma, chiamata appunto MC-link.
L'ultimo numero, il 218, uscì nel giugno 2001, quando Pluricom cessò l'attività chiudendo le pubblicazioni. Fu prodotto anche un successivo numero, il 219 (luglio/agosto 2001), completamente impaginato e pronto per la tipografia, che per mancanza di fondi non andò mai in stampa.

## Argomenti trattati
MCmicrocomputer dedicava spazio agli argomenti più svariati: oltre alle recensioni approfondite di hardware e software e ai programmi scritti dai lettori o dai redattori, copriva infatti argomenti tecnici quali i linguaggi di programmazione, le architetture dei calcolatori, i cosiddetti giochi intelligenti con la rubrica "Intelligiochi", in cui si proponevano algoritmi e programmi per un approccio ludico alla matematica, alla crittografia, alla linguistica ed alla logica.
Ampio spazio della Rivista era dedicato anche a rubriche come "Informatica & Diritto", "Cittadini & Computer", "Grafica", "Desktop Publishing", "Computer e Video", "Digital Imaging".
Tra gli aspetti più originali della testata va ricordata la pubblicazione regolare di brevi racconti, spesso di fantascienza, in una rubrica curata da Elvezio Petrozzi prima e da Marco Calvo poi (un'idea questa poi ripresa da altre riviste tra cui Macworld Italia e Computer idea).

## Riviste correlate
- MC-digest, "Raccolta integrata di articoli tratti da MCmicrocomputer", era una raccolta aperiodica nata nel 1995 contenente articoli monotematici. Uscirono quattro numeri, dedicati rispettivamente alla fotografia digitale ("Digital Imaging"), al video digitale ("Computer e video"), ai CD-ROM ("CD-ROM gallery") e a Internet ("Internet per tutti").[2]
- Byte Italia, diretta da Corrado Giustozzi, era l'edizione italiana di Byte (edizioni McGraw-Hill). Nacque come costola di MCmicrocomputer prima che quest'ultima cessasse di essere pubblicata.
- PC imaging, diretta da Andrea de Prisco, era una testata dedicata alla fotografia digitale o, per meglio dire, all'informatica per la fotografia digitale. Il primo numero uscì nel 1999, l'ultimo nel 2001, pochi mesi prima della chiusura di MC.
- Enigma Amiga Life, diretta da Daniele Franza, era una rivista dedicata al mondo Amiga, continuazione della preesistente Enigma Amiga Run, acquisita dalla Pluricom. Il primo numero (105) uscì nell'ottobre 1999, l'ultimo (120) nel maggio 2001.
- WoW World of Web, diretta da Raffaello De Masi, era una rivista dedicata al mondo WWW.
- CheckPoint dedicata al mondo dei videogiochi.